# Galago akacjowy
Galago akacjowy (Galago moholi) – gatunek ssaka naczelnego z rodziny galagowatych (Galagidae), pochodzący z lasów mezoklimatycznych na południu krainy paleotropikalnej. Z wyglądu jest bardzo podobny do galago senegalskiego i był wcześniej uważany za jego południową odmianę. Jednak te dwa gatunki różnią się znacznie pod względem biologii. Nie stwierdzono żadnych osobników w niewoli.

## Taksonomia
Gatunek po raz pierwszy zgodnie z zasadami nazewnictwa binominalnego opisał w 1836 roku szkocki zoolog Andrew Smith, nadając mu nazwę Galago Moholi. Miejsce typowe to brzegi rzek Marikwa i Limpopo, Botswana. Holotyp to dorosły samiec (sygnatura BMNH 1855.12.24.47) ze zbiorów Muzeum Historii Naturalnej w Londynie.
We wcześniejszych ujęciach systematycznych traktowany jako podgatunek G. senegalensis. Niektóre ujęcia rozpoznają podgatunek bradfieldi, jednak osobniki z zachodniej i wschodniej strony zasięgu występowania są małe, natomiast te z części środkowej większe i dostępnych jest niewiele dodatkowych informacji umożliwiających rozróżnienie tych dwóch form. G. moholi jest sympatryczny z G. senegalensis w środkowej i południowej Tanzanii i prawdopodobnie z G. matschiei w Burundi i Rwandzie.
Autorzy Handbook of the Mammals of the World, Illustrated Checklist of the Mammals of the World i All Mammals of the World uznają ten gatunek za monotypowy.

### Etymologia
- Galago: lokalna, senegalska nazwa Galago dla galago, zaadaptowana przez Michela Adansona w XVIII wieku[21].
- moholi: nazwa w języku tswana moHwele lub mogwêlê dla galago[22].

## Charakterystyka
Jest średniej wielkości gatunkiem: długość ciała (bez ogona) 12–17 cm, ogona 16–28 cm; masa ciała samic 95–200 g, samców 160–255 g. Jego głowa jest szeroka, z krótkim pyskiem i pomarańczowymi oczami, otoczonymi czarnymi pierścieniami w kształcie rombu. Występuje białawy pasek na nosie; uszy są duże, szare. Grzbiet pokryty szaro-brązową sierścią, od spodu biały, czasem z żółtawym odcieniem. Po bokach, na wewnętrznej stronie kończyn, dłoniach i stopach także kolor żółtawy. Palce u rąk i nóg są łopatowato zakończone. Ogon – o niezbyt krzaczastej strukturze włosów – ciemniejszy niż reszta futra.

## Obszar występowania
Galago akacjowy występuje w południowo-wschodniej Demokratycznej Republice Konga, Angoli, Zambii, Malawi i Zimbabwe po północną Namibię, północną i wschodnią Botswanę oraz zachodni Mozambik, na południe aż do rzek Oranje i Limpopo w północno-wschodniej Afryce Południowej; być może występuje w północno-zachodniej (Jezioro Wiktorii) i zachodniej Tanzanii, Rwandzie i Burundi.
Populacje lęgowe tego gatunku występują na przedmieściach Johannesburga i Pretorii. Niektóre z tych osobników uciekły lub zostały wypuszczone na wolność, a inne przybyły tam z cieplejszych regionów.

## Odżywianie
Galago akacjowy żywi się głównie owadami i żywicą wydzielaną przez drzewa z rodzaju Acacia. W celu jej pozyskania zwierzęta wykonują w pniu nakłucia. Preferują żywicę Acacia karroo i Acacia tortilis. Zimą osobniki poruszają się między drzewami po gruncie, w czasie wilgotnych ciepłych okresów nie schodzą na ziemię. Wzrasta wówczas znacznie odsetek bezkręgowców w ich diecie. Na żer udają się tuż po zachodzie słońca, sporadycznie trwa to całą noc.

## Status zagrożenia
W Czerwonej księdze gatunków zagrożonych Międzynarodowej Unii Ochrony Przyrody i Jej Zasobów został zaliczony do kategorii LC (ang. least concern ‘najmniejszej troski’).